# Anders Larsson i Lund
Anders Larsson (i riksdagen kallad Larsson i Lund), född 2 december 1839 i Forsa församling, Gävleborgs län, död där 14 augusti 1888, var en svensk hemmansägare och riksdagspolitiker.
Larsson var ägare till ett hemman kallat Lund. Han var som riksdagsman ledamot av riksdagens andra kammare 1876–1878 samt 1882–1888 för Norra Hälsinglands domsagas valkrets. Han skrev en egen motion i riksdagen om avskaffande av nämndemännens befrielse från skjutstvång och om kommunal ersättning till nämndemännen.